# Новиков Іван Васильович (герой СРСР)
Іван Васильович Новиков (9 лютого 1921, Поповка, Мглинського району — 12 вересня 1959, Харків) — радянський військовий та міліціонер. Учасник Німецько-радянської війни, отримав звання героя Радянського Союзу. Після відставки працював в міліції.

## Життєпис
Народився 9 лютого 1921 року в селі Поповка, Мглинського району в російській селянській родині.
Був призваний до лав Червоної армії у 1939 році, навчався у Орловському танковому училищі, яке закінчив у 1941 році. Брав участь у Німецько-радянській війні, відмітився в боях за Мемель, за що був удостоєнний звання героя СРСР.
У 1944 році вступив до комуністичної партії. Навчався у Харківському юридичному інституті, яки успішно закінчив. Помер Іван Новиков 12 вересня 1959 року. Був похований у Харкові.

## Пам'ять
У селі Осколкове розміщена меморіальна плита на честь Івана Новикова, також місцева школа має його ім'я.

## Нагороди
Був нагороджений такими відзнаками:
- Герой Радянського Союзу  (24.03.1945)
- орден Леніна  (24.03.1945)
- орден Червоної зірки (4.12.1944)
- медаль «Золота Зірка» (24.03.1945)